# Episodi di Ultima traccia: Berlino (terza stagione)
La terza stagione della serie televisiva Ultima traccia: Berlino, composta da 12 episodi, è stata trasmessa sul canale tedesco ZDF dal 5 marzo al 28 maggio 2014.
In Italia, la stagione è andata in onda su Rai 2 dal 14 luglio al 7 agosto 2017.
| nº | Titolo originale | Titolo italiano         | Prima TV Germania | Prima TV Italia |
| -- | ---------------- | ----------------------- | ----------------- | --------------- |
| 1  | Staatsfeindin    | Nemica dello Stato      | 5 marzo 2014      | 14 luglio 2017  |
| 2  | Schattenengel    | L'ombra dell'angelo     | 12 marzo 2014     | 17 luglio 2017  |
| 3  | Obdachlos        | Il senzatetto           | 19 marzo 2014     | 18 luglio 2017  |
| 4  | Herzblut         | Dare la vita            | 26 marzo 2014     | 19 luglio 2017  |
| 5  | Machtspiele      | Gioco di potere         | 2 aprile 2014     | 11 gennaio 2018 |
| 6  | Heimweg          | La strada di casa       | 9 aprile 2014     | 20 luglio 2017  |
| 7  | Hunger           | Fame                    | 23 aprile 2014    | 21 luglio 2017  |
| 8  | Kokon            | Prigionieri del passato | 30 aprile 2014    | 31 luglio 2017  |
| 9  | Blendung         | Accecamento             | 7 maggio 2014     | 1º agosto 2017  |
| 10 | Alleingang       | Azione individuale      | 14 maggio 2014    | 2 agosto 2017   |
| 11 | Durchleuchtet    | Gioco di specchi        | 21 maggio 2014    | 3 agosto 2017   |
| 12 | Sieben Leben     | Sette vite              | 28 maggio 2014    | 4 agosto 2017   |